# Слап об Идријци
Слап об Идријци (словен. Slap ob Idrijci, итал. Slappe d'Idria) је насељено место у општини Толмин, Горишка регија, Словенија.

## Историја
До територијалне реорганизације у Словенији био је у саставу старе општине Толмин.

## Становништво
У попису становништва из 2011. године, Слап об Идријци је имао 242 становника.
| Број становника према пописима | Број становника према пописима | Број становника према пописима |
| ------------------------------ | ------------------------------ | ------------------------------ |
| 1991                           | 2002                           | 2011                           |
| 260                            | 242                            | 242                            |

Напомена: До 1955. исказивано под именом Слап.